# Oliver Korn
Oliver Korn (* 10. Juni 1984 in Düsseldorf) ist ein deutscher Hockeyspieler.
Oliver Korn spielte seit seiner Kindheit für den Düsseldorfer HC. Nur in der Saison 2006/07 trat er für den Crefelder HTC an, mit dem er deutscher Hallenmeister und Europapokalsieger wurde. 2007/08 kehrte der Stürmer zu den Düsseldorfern zurück und wurde unter Trainer Volker Fried Vizemeister hinter dem DCadA, womit die Düsseldorfer für die Euro Hockey League qualifiziert waren. 2010 wechselte Korn zum Uhlenhorster HC nach Hamburg.
2005 debütierte Korn in der deutschen Hockeynationalmannschaft. 2007 war er beim Gewinn der Hallenweltmeisterschaft in Wien im Team. Im Freien gewann die deutsche Mannschaft die FIH Champions Trophy in Kuala Lumpur. Bei den Olympischen Spielen 2008 siegte Korn mit der deutschen Mannschaft im Finale gegen Spanien mit 1:0 und wurde Olympiasieger. Danach war Korn 2009 Europameisterschaftszweiter hinter England und 2010 in Indien Weltmeisterschaftszweiter hinter Australien. Bei der Europameisterschaft 2011 in Mönchengladbach gewann die deutsche Mannschaft im Finale gegen die Niederlande. 2012 wurde er nach dem deutschen 2:1-Finalsieg über die Niederlande erneut Olympiasieger.
Oliver Korn hat 200 Länderspiele absolviert, davon 15 in der Halle. (Stand 5. August 2016)